# Хигаси-Икэбукуро (станция)
Станция Хигаси-Икэбукуро (яп. 東池袋駅 хигаси икэбукуро эки) — железнодорожная станция на линии Юракутё расположенная в специальном районе Тосима, Токио. Станция обозначена номером Y-10. Была открыта 30 июня 1974 года. Над станцией расположена остановка Хигаси-Икэбукуро-Ёнтёмэ линии Тодэн-Аракава. На станции установлены автоматические платформенные ворота.

## Планировка станции
Одна платформа островного типа и 2 пути.
| 1 | ○ Линия Юракутё | Иидабаси, Юракутё, Син-Киба           |
| 2 | ○ Линия Юракутё | Икэбукуро, Вакоси, Синрин-Коэн, Ханно |

## Близлежащие станции
| «         |  | Линия         |  | »         |
| --------- |  | ------------- |  | --------- |
| Икэбукуро |  | Линия Юракутё |  | Гококудзи |